# Маурісіо Жозе да Сілвейра Жуніор
Маурісіо Жозе да Сілвейра Жуніор або просто Маурісіо (порт.-браз. Maurício José da Silveira Júnior / Maurício; нар. 21 жовтня 1988, Сан-Жозе-дус-Кампус, Сан-Паулу, Бразилія) — бразильський футболіст, центральний півзахисник «Портімоненсі».

## Клубна кар'єра

### Ранні роки
До дитячо-юнацької академії «Корінтіанса» потрапив в 11-річному віці. У січні 2006 року, після того як Тімао не змогли домовитися про продовження контракту, покинув клуб Сан-Паулу після закінчення терміну дії контракту. Протягом семи років, які він провів на Парк Сан-Жорже, Маурісіо виграв численні титули. Його виступи в молодіжних командах привернула увагу Бранко, який на той час був координатором КБФ, який ще в 2006 році рекомендував талановитого півзахисника тренеру клубу Ларанджейрас Ренато Гаушо, а в березні «Флуміненсе» домовився з ним про 1-річний контракт. Але через відмову «Корінтіанса» з невідомих причин передати трансферний лист як вільного агенту він втратив декілька можливостей зіграти за «Флуміненсе». Маурісіо став одним з найяскравіших гравців «Флу» на юніорському Кубку Сан-Паулу 2007 року, на якому триколорна команда вийшла до чвертьфіналу змагань.

### «Флуміненсе»
У січні 2007 року переведений до професіональної команди. У бразильській Серії А дебютував 20 травня 2007 року в поєдинку проти «Греміо». За підсумками сезону зіграв 20 матчів та відзначився 2-ма голами. У сезоні 2007/08 років закірпився в основі, але з 30-го по 36-й тур не грав. Тим не менш, він провів 22 матчі чемпіонату. Першим голом у чемпіонаті штату Ріо-де-Жанейро відзначився 31 серпня 2008 року в поєдинку 23-го туру проти «Фламенгу». У Кубку Лібертадорес дебютував 21 лютого 2008 року в поєдинку проти «ЛДУ Кіто». Разом з командою дійшов до фіналу вище вказаного турніру, де за результатами двох матчів поступився тому ж «ЛДУ Кіто». У сезоні 2008/09 років зіграв у 9-ти матчах чемпіонату. Наступного сезону виступав виключно в Південноамериканському кубку. Загалом у футболці клубу зіграв 52 матчі та відзначився 2-ма голами в чемпіонаті Бразилії.

### «Терек»

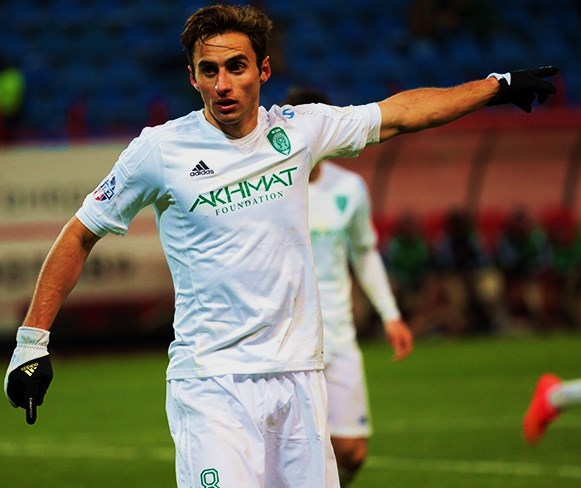
Маурісіо у футболці грозненського «Терека» (2014)

У грудні 2009 року послуги Маурісіо запропонували двом російським клубам — московському «Спартаку» та грозненському «Тереку». 1 лютого 2010 року підписав контракт з «Тереком» терміном на 3 роки. За гравця «Терек» заплатив триколірним 543 тисячі реалів. У грозненському клубі швидко став гравцем основи, відзначився 4-ма голами та 3-ма результативними передачами у 28-ми матчах. став улюбленцем не лише вболівальників, а й президента клубу — Рамзана Кадирова. Першим голом за «Терек» відзначився 14 травня 2010 року в поєдинку проти раменського «Сатурна». У наступному сезоні покращив власні показники: у 37 матчах відзначився 9-ма голами та 1-ю результативною передачею. Завдяки вдалим виступам за російський клуб, керівництво продовжило його контракт до кінця 2015 року. Протягом наступних сезонів залишався одним з кращих гравців команди, відзначався від 3-х до 5-ти голами у кожному з сезонів. У футболці грозненського клубу 29-ма голами у 172-х матчах.

### «Зеніт»

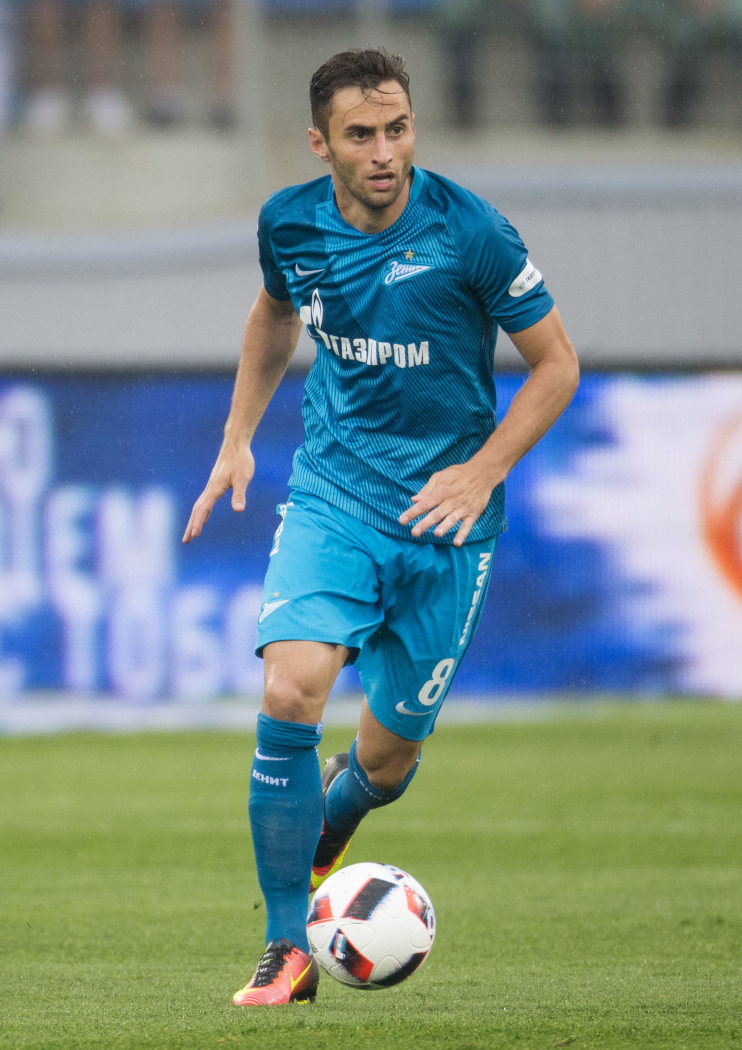
Маурісіо у футболці петербурзького «Зеніту» (2016)

17 січня 2016 року оголошено про підписання контракту із петербурзьким «Зенітом». Угода була розрахована до кінця сезону 2015/16 років з можливістю подальшого продовження. У новому клубі дебютував 28 лютого 2016 року у матчі Кубку Росії 2015/16 проти краснодарської «Кубані», в якому відзначився голом у додатковий час (1:0). За підсумками сезону 2015/16 років разом з петербуржцями став володарем кубку Росії. 16 квітня 2016 року відзначився першим голом за «Зеніт» у поєдинку 26-го туру Прем'єр-ліги Росії проти московського «Спартака» (5:2). 23 липня відзначився єдиним голом у розіграші Суперкубку Росії 2016 року, проти московського ЦСКА. Однак, у кубку Росії пітерці вилетіли вже на стадії 1/8 фіналу, поступившись махачкалинському «Анжи». У Лізі Європи допоміг команді вийти до 1/16 фіналу (на груповому етапі команда здобула 5 перемог та зазнала 1-ї поразки). У чемпіонаті Росії залишався гравцем ротації, виходив на поле з лави запасних, натомість грав у кубку Росії. 19 травня 2016 року «Зеніт» продовжив контракт з Маурісіо до завершення сезону 2018/19 років. 24 липня 2017 року розірвав контракт із «Зенітом» за взаємною згодою.

### ПАОК

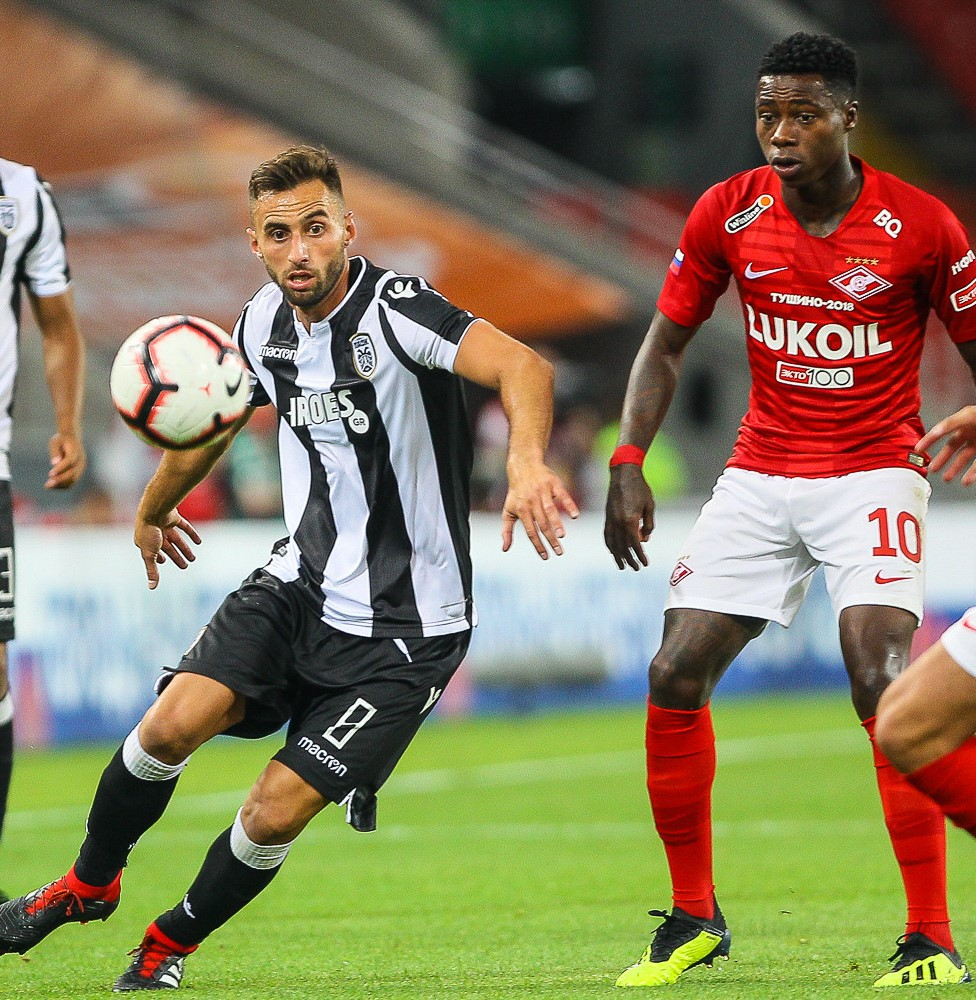
Маурісіо у футболці ПАОКа (2018)

31 серпня 2017 року на запрошення Развана Луческу ПАОК оголосив про підписання з Маурісіо трирічного контракту. 30 жовтня відзначився двома голами у переможному (2:0) домашньому поєдинку грецької Суперліги проти «Астераса» (Триполі).
7 жовтня 2018 року відкрив рахунок у переможному (2:0) домашньому поєдинку проти «Аполлона Смірніса». Це був його перший гол у сезоні 2018/19 років, окрім цього бразильця визнали найкращим гравцем поєдинку. 3 лютого 2019 року його гол у нічийному (1:1) поєдинку проти АЕКа (Афіни) допоміг ПАОКу продовжити безпрограшну серію в грецькій Суперлізі.
10 березня 2019 року він отримав травму передньої хрестоподібної зв'язки, через яку не виходив на поле до кінця вересня. Після дуже важкого періоду для півзахисника, затьмареного травмою (точніше, 203 дні), Маурісіо повернувся на поле 29 вересня 2019 року у виїзному поєдинку проти афінського АЕК.
За різними даними, іспанський «Хетафе» і французький «Марсель» пов'язувалися з підписанням Маурісіо, контракт якого закінчувався в липні 2020 року.

### «Панатінаїкос»
11 жовтня 2020 року було оголошено, що «Панатинаїкос» підписав з Маурісіо дворічний контракт за нерозголошену суму..

## Кар'єра в збірній
У складі юнацької збірної Бразилії (U-17) став чемпіоном чемпіонату Південної Америки у Венесуелі та віце-чемпіоном чемпіонату світу в Перу, у 2005 році.
Маурісіо вказав, що він, швидше за все, прийме запрошення до національної збірної Росії, якщо воно надійде.

## Статистика виступів

### Клубна
Станом на 21 травня 2022
| Клуб                      | Сезон             | Ліга               | Ліга  | Ліга | Нац. кубок | Нац. кубок | Конт. кубок | Конт. кубок | Інші  | Інші | Загалом | Загалом |
| Клуб                      | Сезон             | Дивізіон           | Матчі | Голи | Матчі      | Голи       | Матчі       | Голи        | Матчі | Голи | Матчі   | Голи    |
| ------------------------- | ----------------- | ------------------ | ----- | ---- | ---------- | ---------- | ----------- | ----------- | ----- | ---- | ------- | ------- |
| «Терек» (Грозний)         | 2010              | Прем'єр-ліга Росії | 28    | 4    | 0          | 0          | —           | —           | —     | —    | 28      | 4       |
| «Терек» (Грозний)         | 2011–12           | Прем'єр-ліга Росії | 37    | 9    | 3          | 0          | —           | —           | —     | —    | 40      | 9       |
| «Терек» (Грозний)         | 2012–13           | Прем'єр-ліга Росії | 23    | 2    | 2          | 0          | —           | —           | —     | —    | 25      | 2       |
| «Терек» (Грозний)         | 2013–14           | Прем'єр-ліга Росії | 29    | 6    | 3          | 0          | —           | —           | —     | —    | 32      | 6       |
| «Терек» (Грозний)         | 2014–15           | Прем'єр-ліга Росії | 28    | 4    | 1          | 0          | —           | —           | —     | —    | 29      | 4       |
| «Терек» (Грозний)         | 2015–16           | Прем'єр-ліга Росії | 17    | 3    | 1          | 0          | —           | —           | —     | —    | 18      | 3       |
| «Терек» (Грозний)         | Загалом           | Загалом            | 162   | 28   | 10         | 0          | —           | —           | —     | —    | 172     | 28      |
| «Зеніт» (Санкт-Петербург) | 2015–16           | Прем'єр-ліга Росії | 11    | 1    | 2          | 1          | 2           | 0           | —     | —    | 15      | 2       |
| «Зеніт» (Санкт-Петербург) | 2016–17           | Прем'єр-ліга Росії | 19    | 0    | 2          | 0          | 5           | 1           | 1     | 1    | 27      | 2       |
| «Зеніт» (Санкт-Петербург) | Загалом           | Загалом            | 30    | 1    | 4          | 1          | 7           | 1           | 1     | 1    | 42      | 4       |
| ПАОК                      | 2017–18           | Суперліга Греції   | 22    | 3    | 5          | 1          | —           | —           | —     | —    | 27      | 4       |
| ПАОК                      | 2018–19           | Суперліга Греції   | 20    | 5    | 2          | 0          | 10          | 0           | —     | —    | 32      | 5       |
| ПАОК                      | 2019–20           | Суперліга Греції   | 27    | 0    | 6          | 0          | —           | —           | —     | —    | 33      | 0       |
| ПАОК                      | Загалом           | Загалом            | 69    | 8    | 13         | 1          | 10          | 0           | —     | —    | 92      | 9       |
| «Панатінаїкос»            | 2020–21           | Суперліга Греції   | 25    | 2    | 1          | 0          | —           | —           | —     | —    | 26      | 2       |
| «Панатінаїкос»            | 2021–22           | Суперліга Греції   | 25    | 5    | 5          | 0          | —           | —           | —     | —    | 30      | 5       |
| «Панатінаїкос»            | Загалом           | Загалом            | 50    | 7    | 6          | 0          | —           | —           | —     | —    | 55      | 7       |
| Усього за кар'єру         | Усього за кар'єру | Усього за кар'єру  | 312   | 44   | 33         | 2          | 17          | 1           | 1     | 1    | 361     | 48      |

## Досягнення
«Зеніт» (Санкт-Петербург)
- Прем'єр-ліга Росії
  -  Бронзовий призер (1): 2016/17

- Кубок Росії
  -  Володар (1): 2015/16

- Суперкубок Росії
  -  Володар (1): 2016

ПАОК
- Суперліга Греції
  -  Чемпіон (1): 2018/19

- Кубок Греції
  -  Володар (2): 2017/18, 2018/19

«Панатінаїкос»
- Кубок Греції
  -  Володар (1): 2021/22

Бразилія
- Чемпіон Південної Америки (U-17): 2005

Особисті
- Медаль «За заслуги перед Чеченською Республікою» (2014)